# Strasbourg Illkirch-Graffenstaden Basket 2015-2016
Questa voce raccoglie le informazioni riguardanti lo Strasbourg Illkirch-Graffenstaden Basket nelle competizioni ufficiali della stagione 2015-2016.

## Stagione
La stagione 2015-2016 del Strasbourg Illkirch-Graffenstaden Basket è la 28ª nel massimo campionato francese di pallacanestro, la Pro A.

## Roster
Aggiornato al 18 agosto 2018.
| SIG Strasbourg 2015-16 | SIG Strasbourg 2015-16 |
| Giocatori              | Staff tecnico          |
| ---------------------- | ---------------------- |

| N. | Naz.                                      | Ruolo | Nome               | Anno | Alt.   | Peso   |  |
| -- | ----------------------------------------- | ----- | ------------------ | ---- | ------ | ------ |  |
| 1  | Stati Uniti (bandiera)                    | AP    | Mardy Collins      | 1984 | 196 cm | 98 kg  |  |
| 3  | Francia (bandiera)                        | P     | Rodrigue Beaubois  | 1988 | 190 cm | 84 kg  |  |
| 6  | Francia (bandiera)                        | G     | Paul Lacombe       | 1990 | 198 cm | 97 kg  |  |
| 7  | Stati Uniti (bandiera)                    | P     | Tony Taylor        | 1990 | 183 cm | 87 kg  |  |
| 9  | Francia (bandiera)                        | AP    | Jérémy Leloup      | 1987 | 200 cm | 98 kg  |  |
| 13 | Stati Uniti (bandiera)                    | P     | Louis Campbell (C) | 1979 | 191 cm | 90 kg  |  |
| 16 | Francia (bandiera)                        | AG    | Olivier Cortale    | 1997 | 207 cm | 102 kg |  |
| 17 | Francia (bandiera)                        | P     | Frank Ntilikina    | 1998 | 188 cm | 86 kg  |  |
| 18 | Germania (bandiera)                       | G     | Kostja Mushidi     | 1998 | 195 cm | 92 kg  |  |
| 19 | Stati Uniti (bandiera)                    | A     | Romeo Travis       | 1984 | 201 cm | 100 kg |  |
| 21 | Francia (bandiera)                        | C     | Bangaly Fofana     | 1989 | 212 cm | 107 kg |  |
| 32 | Montenegro (bandiera) · Serbia (bandiera) | C     | Vladimir Golubović | 1986 | 212 cm | 115 kg |  |
| 34 | Stati Uniti (bandiera)                    | AP    | Kyle Weems         | 1989 | 198 cm | 100 kg |  |
| 49 | Francia (bandiera)                        | C     | Romain Duport      | 1986 | 218 cm | 115 kg |  |
| 54 | Stati Uniti (bandiera)                    | AG    | Matt Howard        | 1989 | 203 cm | 104 kg |  |
| -  | Francia (bandiera)                        | AC    | Quentin Goulmy     | 1998 | 205 cm | 93 kg  |  |

| Allenatore                                                                           |
| - Vincent Collet                                                                     |
| Assistente/i                                                                         |
| - Lauriane Dolt - Pierre Tavano Legenda - (C) Capitano - (IN) Inattivo - Infortunato |

## Mercato

### Sessione estiva
| Acquisti | Acquisti           | Acquisti         | Acquisti   | Acquisti |
| R.       | Nome               | da               | Modalità   |          |
| -------- | ------------------ | ---------------- | ---------- | -------- |
| P        | Rodrigue Beaubois  | Le Mans          | definitivo |          |
| C        | Vladimir Golubović | Málaga           | definitivo |          |
| AG       | Olivier Cortale    | INSEP            | definitivo |          |
| AC       | Quentin Goulmy     | INSEP            | definitivo |          |
| AP       | Mardy Collins      | Turów Zgorzelec  | definitivo |          |
| G        | Kostja Mushidi     | Dragons Rhöndorf | definitivo |          |
| AP       | Kyle Weems         | JSF Nanterre     | definitivo |          |

| Cessioni | Cessioni               | Cessioni             | Cessioni       | Cessioni |
| R.       | Nome                   | a                    | Modalità       |          |
| -------- | ---------------------- | -------------------- | -------------- | -------- |
| G        | Antony Labanca         | Souffelwey.          | prestito       |          |
| P        | Antoine Diot           | Valencia             | fine contratto |          |
| AP       | Axel Toupane           | Toronto Raptors      | fine contratto |          |
| C        | Ali Traoré             | Limoges CSP          | fine contratto |          |
| AG       | Tadija Dragićević      | Budućnost            | fine contratto |          |
| G        | Tony Dobbins           | Free agent           | fine contratto |          |
| G        | Cédric Bah             | Souffelwey.          | fine contratto |          |
| AG       | Xavier-Robert François | Kang.s Willebroek    | fine contratto |          |
| AP       | Damien Bouquet         | Charleville-Mézières | fine contratto |          |

### Dopo l'inizio della stagione
| Acquisti | Acquisti     | Acquisti           | Acquisti        | Acquisti   |
| R.       | Nome         | da                 | Data            | Modalità   |
| -------- | ------------ | ------------------ | --------------- | ---------- |
| A        | Romeo Travis | Free agent         | 13 ottobre 2015 | definitivo |
| P        | Tony Taylor  | Enisey Krasnojarsk | 6 maggio 2016   | definitivo |

| Cessioni | Cessioni           | Cessioni       | Cessioni         | Cessioni       |
| R.       | Nome               | a              | Data             | Modalità       |
| -------- | ------------------ | -------------- | ---------------- | -------------- |
| A        | Romeo Travis       | Free agent     | 29 novembre 2015 | fine contratto |
| C        | Vladimir Golubović | Pall. Reggiana | 29 dicembre 2015 | rescissione    |